# Список правительств Болгарии
Это список правительств Княжества Болгарии, Третьего Болгарского царства, Народной Республики Болгарии и Республики Болгарии.
Нумерация правительств последовательная, независимо от государственного статуса и исторической судьбы Болгарии. В списке даты назначения правительств до 1916 года даны по старому стилю, как они писались в государственных документах того времени. Это может вызвать некоторые небольшие расхождения с данными, представленными в другой литературе по этому вопросу, также используемой в качестве источника для государственных учреждений Болгарии .
| №                                        | Правительство                                  | Премьер-министр (годы жизни)             | Начало срока                               | Окончание срока                             | Дней                           | Правящая партия / коалиция |
| Княжество Болгария (1878—1908)           | Княжество Болгария (1878—1908)                 | Княжество Болгария (1878—1908)           | Княжество Болгария (1878—1908)             | Княжество Болгария (1878—1908)              | Княжество Болгария (1878—1908) | Княжество Болгария (1878—1908) |
| ---------------------------------------- | ---------------------------------------------- | ---------------------------------------- | ------------------------------------------ | ------------------------------------------- | ------------------------------ | --- |
| 1                                        | Правительство Тодора Бурмова                   | Тодор Бурмов (1834—1906)                 | 5 июля 1879 (по старому стилю)             | 24 ноября 1879                              | 142                            | Консервативная партия |
| 2                                        | Первое правительство Климента Тырновского      | Климент Тырновский (1840—1901)           | 24 ноября 1879                             | 26 марта 1880                               | 123                            | служебное; Консервативная партия |
| 3                                        | Первое правительство Драгана Цанкова           | Драган Цанков (1828—1911)                | 26 марта 1880                              | 28 ноября 1880                              | 247                            | Либеральная партия |
| 4                                        | Первое правительство Петко Каравелова          | Петко Каравелов (1843—1903)              | 28 ноября 1880                             | 27 апреля 1881                              | 150                            | Либеральная партия |
| 5                                        | Правительство Казимира Ернрота                 | Казимир Ернрот (1833—1913)               | 27 апреля 1881                             | 1 июля 1881                                 | 65                             | служебное; Консервативная партия |
| 6                                        | Правительство Болгарии (1881 – 1882)           | —                                        | 1 июля 1881                                | 23 июня 1882                                | 357                            | Консервативная партия |
| 7                                        | Правительство Леонида Соболева                 | Леонид Соболев (1844—1913)               | 23 июня 1882                               | 7 сентября 1883                             | 441                            | Консервативная партия |
| 8                                        | Второе правительство Драгана Цанкова           | Драган Цанков (1828—1911)                | 7 сентября 1883                            | 31 декабря 1883                             | 115                            | Либеральная партия |
| 9                                        | Третье правительство Драгана Цанкова           | Драган Цанков (1828—1911)                | 1 января 1884                              | 29 июня 1884                                | 180                            | Либеральная партия |
| 10                                       | Второе правительство Петко Каравелова          | Петко Каравелов (1843—1903)              | 29 июня 1884                               | 9 августа 1886                              | 771                            | Либеральная партия (каравелисты) |
| 11                                       | Второе правительство Климента Тырновского      | Климент Тырновский (1840—1901)           | 9 августа 1886                             | 12 августа 1886                             | 3                              | Консервативная партия |
| 12                                       | Третье правительство Петко Каравелова          | Петко Каравелов (1843—1903)              | 12 августа 1886                            | 16 августа 1886                             | 4                              | Либеральная партия |
| 13                                       | Первое правительство Василя Радославова        | Васил Радославов (1854—1929)             | 16 августа 1886                            | 28 июня 1887                                | 316                            | Консервативная партия, Либеральная партия (радослависты) |
| 14                                       | Первое правительство Константина Стоилова      | Константин Стоилов (1853—1901)           | 28 июня 1887                               | 20 августа 1887                             | 53                             | Либеральная партия (стамболовисты), Консервативная партия |
| 15                                       | Правительство Стефана Стамболова               | Стефан Стамболов (1854—1894)             | 20 августа 1887                            | 19 мая 1894                                 | 2464                           | Либеральная партия (радослависты), Народно-либеральная партия, Консервативная партия                                                                                      |
| 16                                       | Второе правительство Константина Стоилова      | Константин Стоилов (1853—1901)           | 19 мая 1894                                | 9 декабря 1894                              | 204                            | Народная партия, Либеральная партия (радослависты) |
| 17                                       | Третье правительство Константина Стоилова      | Константин Стоилов (1853—1901)           | 9 декабря 1894                             | 18 января 1899                              | 1501                           | Народная партия |
| 18                                       | Правительство Димитра Грекова                  | Димитр Греков (1847—1901)                | 18 января 1899                             | 1 октября 1899                              | 256                            | Народная партия, Либеральная партия (радослависты) |
| 19                                       | Первое правительство Тодора Иванчова           | Тодор Иванчов (1858—1905)                | 1 октября 1899                             | 27 ноября 1900                              | 422                            | Либеральная партия (радослависты) |
| 20                                       | Второе правительство Тодора Иванчова           | Тодор Иванчов (1858—1905)                | 27 ноября 1900                             | 12 января 1901                              | 46                             | Либеральная партия (радослависты) |
| 21                                       | Первое правительство Рачо Петрова              | Рачо Петров (1861—1942)                  | 12 января 1901                             | 20 февраля 1901                             | 39                             | служебное; независимое |
| 22                                       | Четвёртое правительство Петко Каравелова       | Петко Каравелов (1843—1903)              | 20 февраля 1901                            | 21 декабря 1901                             | 304                            | Демократическая партия, Прогрессивно-либеральная партия |
| 23                                       | Первое правительство Стояна Данева             | Стоян Данев (1858—1949)                  | 21 декабря 1901                            | 2 ноября 1902                               | 316                            | Прогрессивно-либеральная партия |
| 24                                       | Второе правительство Стояна Данева             | Стоян Данев (1858—1949)                  | 2 ноября 1902                              | 18 марта 1903                               | 136                            | Прогрессивно-либеральная партия |
| 25                                       | Третье правительство Стояна Данева             | Стоян Данев (1858—1949)                  | 18 марта 1903                              | 6 мая 1903                                  | 49                             | Прогрессивно-либеральная партия |
| 26                                       | Второе правительство Рачо Петрова              | Рачо Петров (1861—1942)                  | 6 мая 1903                                 | 23 октября 1906                             | 1266                           | Народно-либеральная партия |
| 27                                       | Правительство Димитра Петкова                  | Димитр Петков (1858—1907)                | 23 октября 1906                            | 27 февраля 1907                             | 127                            | Народно-либеральная партия |
| 28                                       | Правительство Димитра Станчова                 | Димитр Станчов (1863—1940)               | 27 февраля 1907                            | 3 марта 1907                                | 4                              | Народно-либеральная партия |
| 29                                       | Правительство Петра Гудева                     | Петр Гудев (1863—1932)                   | 3 марта 1907                               | 16 января 1908                              | 319                            | Народно-либеральная партия |
| 30                                       | Первое правительство Александра Малинова       | Александр Малинов (1867—1938)            | 16 января 1908                             | 5 сентября 1910                             | 963                            | Демократическая партия |
| Третье Болгарское царство (1908—1946)    |                                                |                                          |                                            |                                             |                                | |
| 31                                       | Второе правительство Александра Малинова       | Александр Малинов (1867—1938)            | 5 сентября 1910                            | 16 марта 1911                               | 192                            | Демократическая партия |
| 32                                       | Правительство Ивана Гешова                     | Иван Гешов (1849—1924)                   | 16 марта 1911                              | 1 июня 1913                                 | 808                            | Народная партия, Прогресивно-либеральная партия |
| 33                                       | Четвёртое правительство Стояна Данева          | Стоян Данев (1858—1949)                  | 1 июня 1913                                | 4 июля 1913                                 | 33                             | Народная партия, Прогресивно-либеральная партия |
| 34                                       | Второе правительство Василя Радославова        | Васил Радославов (1854—1929)             | 4 июля 1913                                | 23 декабря 1914                             | 537                            | Либеральная партия (радослависты) |
| 35                                       | Третье правительство Василя Радославова        | Васил Радославов (1854—1929)             | 23 декабря 1914 (по старому стилю)         | 21 июня 1918 (по новому стилю)              | 1263                           | Либеральная партия (радослависты), Народно-либеральная партия, Младолиберальная партия                                                                                    |
| 36                                       | Третье правительство Александра Малинова       | Александр Малинов (1867—1938)            | 21 июня 1918                               | 17 октября 1918                             | 118                            | Демократическая партия, Радикал-демократическая партия Болгарии |
| 37                                       | Четвёртое правительство Александра Малинова    | Александр Малинов (1867—1938)            | 17 октября 1918                            | 28 ноября 1918                              | 42                             | Демократическая партия, Народная партия, Прогрессивно-либеральная партия, Болгарский земледельческий народный союз, Радикал-демократическая партия Болгарии, БРСДП (ш.с.) |
| 38                                       | Первое правительство Теодора Теодорова         | Теодор Теодоров (1859—1924)              | 28 ноября 1918                             | 7 мая 1919                                  | 160                            | Народная партия, Радикал-демократическая партия Болгарии, Болгарский земледельческий народный союз, БРСДП (ш.с.), Прогрессивно-либеральная партия                         |
| 39                                       | Второе правительство Теодора Теодорова         | Теодор Теодоров (1859—1924)              | 8 мая 1919                                 | 6 октября 1919                              | 151                            | Народная партия, Радикал-демократическая партия Болгарии, Болгарский земледельческий народный союз, БРСДП (ш.с.), Прогрессивно-либеральная партия                         |
| 40                                       | Первое правительство Александра Стамболийского | Александр Стамболийский (1879—1923)      | 6 октября 1919                             | 9 февраля 1923                              | 1222                           | Болгарский земледельческий народный союз, Народная партия, Прогрессивно-либеральная партия                                                                                |
| 41                                       | Второе правительство Александра Стамболийского | Александр Стамболийский (1879—1923)      | 9 февраля 1923                             | 9 июня 1923                                 | 120                            | Болгарский земледельческий народный союз |
| 42                                       | Первое правительство Александра Цанкова        | Александр Цанков (1879—1959)             | 9 июня 1923                                | 22 сентября 1923                            | 105                            | Демократический сговор, БРСДП (ш.с.) |
| 43                                       | Первое правительство Александра Цанкова        | Александр Цанков (1879—1959)             | 22 сентября 1923                           | 4 января 1926                               | 835                            | Демократический сговор, БРСДП (ш.с.) |
| 44                                       | Первое правительство Андрея Ляпчева            | Андрей Ляпчев (1866—1933)                | 4 января 1926                              | 12 сентября 1928                            | 982                            | Демократический сговор |
| 45                                       | Второе правительство Андрея Ляпчева            | Андрей Ляпчев (1866—1933)                | 12 сентября 1928                           | 15 мая 1930                                 | 610                            | Демократический сговор |
| 46                                       | Третье правительство Андрея Ляпчева            | Андрей Ляпчев (1866—1933)                | 15 мая 1930                                | 29 июня 1931                                | 410                            | Демократический сговор |
| 47                                       | Пятое правительство Александра Малинова        | Александр Малинов (1867—1938)            | 29 июня 1931                               | 12 октября 1931                             | 105                            | Народный блок |
| 48                                       | Первое правительство Николы Мушанова           | Никола Мушанов (1872—1951)               | 12 октября 1931                            | 7 сентября 1932                             | 331                            | Народный блок |
| 49                                       | Второе правительство Николы Мушанова           | Никола Мушанов (1872—1951)               | 7 сентября 1932                            | 31 декабря 1932                             | 115                            | Народный блок |
| 50                                       | Третье правительство Николы Мушанова           | Никола Мушанов (1872—1951)               | 31 декабря 1932                            | 19 мая 1934                                 | 504                            | Народный блок |
| 51                                       | Первое правительство Кимона Георгиева          | Кимон Георгиев (1882—1969)               | 19 мая 1934                                | 22 января 1935                              | 248                            | независимое |
| 52                                       | Правительство Пенчо Златева                    | Пенчо Златев (1881—1948)                 | 22 января 1935                             | 21 апреля 1935                              | 89                             | независимое |
| 53                                       | Правительство Андрея Тошева                    | Андрей Тошев (1867—1944)                 | 21 апреля 1935                             | 23 ноября 1935                              | 216                            | независимое |
| 54                                       | Первое правительство Георгия Кёсеиванова       | Георгий Кёсеиванов (1884—1960)           | 23 ноября 1935                             | 4 июля 1936                                 | 224                            | независимое |
| 55                                       | Второе правительство Георгия Кёсеиванова       | Георгий Кёсеиванов (1884—1960)           | 4 июля 1936                                | 14 ноября 1938                              | 863                            | независимое |
| 56                                       | Третье правительство Георгия Кёсеиванова       | Георгий Кёсеиванов (1884—1960)           | 14 ноября 1938                             | 23 октября 1939                             | 343                            | независимое |
| 57                                       | Четвёртое правительство Георгия Кёсеиванова    | Георгий Кёсеиванов (1884—1960)           | 23 октября 1939                            | 15 февраля 1940                             | 115                            | независимое |
| 58                                       | Первое правительство Богдана Филова            | Богдан Филов (1883—1945)                 | 15 февраля 1940                            | 11 апреля 1942                              | 786                            | независимое |
| 59                                       | Второе правительство Богдана Филова            | Богдан Филов (1883—1945)                 | 11 апреля 1942                             | 14 сентября 1943                            | 521                            | независимое |
| 60                                       | Правительство Добри Божилова                   | Добри Божилов (1883—1945)                | 14 сентября 1943                           | 1 июня 1944                                 | 261                            | независимое |
| 61                                       | Правительство Ивана Багрянова                  | Иван Багрянов (1891—1945)                | 1 июня 1944                                | 2 сентября 1944                             | 93                             | независимое |
| 62                                       | Правительство Константина Муравиева            | Константин Муравиев (1893—1965)          | 2 сентября 1944                            | 9 сентября 1944                             | 7                              | Болгарский земельный народный союз, Демократическая партия |
| 63                                       | Второе правительство Кимона Георгиева          | Кимон Георгиев (1882—1969)               | 9 сентября 1944                            | 31 марта 1946                               | 568                            | Отечественный фронт |
| 64                                       | Третье правительство Кимона Георгиева          | Кимон Георгиев (1882—1969)               | 31 марта 1946                              | 22 ноября 1946                              | 236                            | Отечественный фронт |
| Народная Республика Болгария (1946—1990) |                                                |                                          |                                            |                                             |                                | |
| 65                                       | Первое правительство Георгия Димитрова         | Георгий Димитров (1882—1949)             | 22 ноября 1946                             | 11 декабря 1947                             | 384                            | Отечественный фронт |
| 66                                       | Второе правительство Георгия Димитрова         | Георгий Димитров (1882—1949)             | 11 декабря 1947                            | 20 июля 1949                                | 587                            | Отечественный фронт |
| 67                                       | Первое правительство Василя Коларова           | Васил Коларов (1877—1950)                | 20 июля 1949                               | 20 января 1950                              | 184                            | Отечественный фронт |
| 68                                       | Второе правительство Василя Коларова           | Васил Коларов (1877—1950)                | 20 января 1950 (до 23 января 1950 Коларов) | (с 3 февраля 1950 Червенков) 20 января 1954 | 1461                           | Отечественный фронт |
| 69                                       | Правительство Вылко Червенкова                 | Вылко Червенков (1900—1980)              | 20 января 1954                             | 18 апреля 1956                              | 819                            | Отечественный фронт |
| 70                                       | Первое правительство Антона Югова              | Антон Югов (1904—1991)                   | 18 апреля 1956                             | 15 января 1958                              | 637                            | Болгарская коммунистическая партия, Болгарский земельный народный союз, Отечественный фронт                                                                               |
| 71                                       | Второе правительство Антона Югова              | Антон Югов (1904—1991)                   | 15 января 1958                             | 17 марта 1962                               | 1522                           | Болгарская коммунистическая партия, Болгарский земельный народный союз, Отечественный фронт                                                                               |
| 72                                       | Третье правительство Антона Югова              | Антон Югов (1904—1991)                   | 17 марта 1962                              | 27 ноября 1962                              | 255                            | Болгарская коммунистическая партия, Болгарский земельный народный союз, Отечественный фронт                                                                               |
| 73                                       | Первое правительство Тодора Живкова            | Тодор Живков (1911—1998)                 | 27 ноября 1962                             | 12 марта 1966                               | 1201                           | Болгарская коммунистическая партия, Болгарский земельный народный союз, Отечественный фронт                                                                               |
| 74                                       | Второе правительство Тодора Живкова            | Тодор Живков (1911—1998)                 | 12 марта 1966                              | 9 июля 1971                                 | 1945                           | Болгарская коммунистическая партия, Болгарский земельный народный союз |
| 75                                       | Первое правительство Станко Тодорова           | Станко Тодоров (1920—1996)               | 9 июля 1971                                | 17 июня 1976                                | 1805                           | Болгарская коммунистическая партия, Болгарский земельный народный союз |
| 76                                       | Второе правительство Станко Тодорова           | Станко Тодоров (1920—1996)               | 17 июня 1976                               | 18 июня 1981                                | 1827                           | Болгарская коммунистическая партия, Болгарский земельный народный союз |
| 77                                       | Правительство Гриши Филипова                   | Гриша Филипов (1919—1994)                | 18 июня 1981                               | 19 июня 1986                                | 1827                           | Болгарская коммунистическая партия, Болгарский земельный народный союз |
| 78                                       | Правительство Георгия Атанасова                | Георгий Атанасов (1933—2022)             | 19 июня 1986                               | 8 февраля 1990                              | 1330                           | Болгарская коммунистическая партия, Болгарский земельный народный союз |
| 79                                       | Первое правительство Андрея Луканова           | Андрей Луканов (1938—1996)               | 8 февраля 1990                             | 22 сентября 1990                            | 226                            | Болгарская социалистическая партия |
| 80                                       | Второе правительство Андрея Луканова           | Андрей Луканов (1938—1996)               | 22 сентября 1990                           | 20 декабря 1990                             | 89                             | Болгарская социалистическая партия |
| Республика Болгария (с 1990)             |                                                |                                          |                                            |                                             |                                | |
| 81                                       | Правительство Димитра Попова                   | Димитр Попов (1927—2015)                 | 20 декабря 1990                            | 8 ноября 1991                               | 323                            | Болгарская социалистическая партия, Союз демократических сил, Болгарский земледельческий народный союз                                                                    |
| 82                                       | Правительство Филипа Димитрова                 | Филип Димитров (род. 1955)               | 8 ноября 1991                              | 30 декабря 1992                             | 418                            | Союз демократических сил, Демократическая партия, Радикал-демократическая партия Болгарии                                                                                 |
| 83                                       | Правительство Любена Берова                    | Любен Беров (1925—2006)                  | 30 декабря 1992                            | 17 октября 1994                             | 656                            | Альтернативная социал-либеральная партия, Союз демократических сил, Движение за права и свободы, Болгарская социал-демократическая партия                                 |
| 84                                       | Правительство Ренеты Инджовой                  | Ренета Инджова (род. 1953)               | 17 октября 1994                            | 25 января 1995                              | 100                            | служебное; независимое |
| 85                                       | Правительство Жана Виденова                    | Жан Виденов (род. 1959)                  | 25 января 1995                             | 12 февраля 1997                             | 749                            | Демократические левые |
| 86                                       | Правительство Стефана Софиянского              | Стефан Софиянски (род. 1951)             | 12 февраля 1997                            | 21 мая 1997                                 | 98                             | служебное; Союз демократических сил, независимое |
| 87                                       | Правительство Ивана Костова                    | Иван Костов (род. 1949)                  | 21 мая 1997                                | 24 июля 2001                                | 1525                           | Объединённые демократические силы |
| 88                                       | Правительство Симеона Саксен-Кобург-Готского   | Симеон Саксен-Кобург-Готский (род. 1937) | 24 июля 2001                               | 17 августа 2005                             | 1485                           | Национальное движение за стабильность и подъём, Движение за права и свободы, Новото време                                                                                 |
| 89                                       | Правительство Сергея Станишева                 | Сергей Станишев (род. 1966)              | 17 августа 2005                            | 27 июля 2009                                | 1440                           | Болгарская социалистическая партия, Национальное движение за стабильность и подъём, Движение за права и свободы                                                           |
| 90                                       | Первое правительство Бойко Борисова            | Бойко Борисов (род. 1959)                | 27 июля 2009                               | 13 марта 2013                               | 1325                           | ГЕРБ |
| 91                                       | Правительство Марина Райкова                   | Марин Райков (род. 1960)                 | 13 марта 2013                              | 29 мая 2013                                 | 77                             | служебное; независимое |
| 92                                       | Правительство Пламена Орешарски                | Пламен Орешарски (род. 1960)             | 29 мая 2013                                | 6 августа 2014                              | 434                            | Болгарская социалистическая партия, Движение за права и свободы |
| 93                                       | Правительство Георгия Близнашки                | Георгий Близнашки (род. 1956)            | 6 августа 2014                             | 7 ноября 2014                               | 93                             | служебное; независимое |
| 94                                       | Второе правительство Бойко Борисова            | Бойко Борисов (род. 1959)                | 7 ноября 2014                              | 27 января 2017                              | 812                            | ГЕРБ, Реформаторский блок, Альтернатива болгарскому возрождению |
| 95                                       | Правительство Огняна Герджикова                | Огнян Герджиков (род. 1946)              | 27 января 2017                             | 4 мая 2017                                  | 97                             | служебное; независимое |
| 96                                       | Третье правительство Бойко Борисова            | Бойко Борисов (род. 1959)                | 4 мая 2017                                 | 12 мая 2021                                 | 1469                           | ГЕРБ, Объединённые патриоты |
| 97                                       | Первое правительство Стефана Янева             | Стефан Янев (род. 1960)                  | 12 мая 2021                                | 16 сентября 2021                            | 127                            | служебное; независимое |
| 98                                       | Второе правительство Стефана Янева             | Стефан Янев (род. 1960)                  | 16 сентября 2021                           | 13 декабря 2021                             | 88                             | служебное; независимое |
| 99                                       | Правительство Кирила Петкова                   | Кирил Петков (род. 1980)                 | 13 декабря 2021                            | 2 августа 2022                              | 232                            | Продолжаем перемены, Болгарская социалистическая партия, Есть такой народ, Демократическая Болгария                                                                       |
| 100                                      | Первое правительство Гылыба Донева             | Гылыб Донев (род. 1967)                  | 2 августа 2022                             | 3 февраля 2023                              | 185                            | служебное; независимое |
| 101                                      | Второе правительство Гылыба Донева             | Гылыб Донев (род. 1967)                  | 3 февраля 2023                             | 6 июня 2023                                 | 124                            | служебное; независимое |
| 102                                      | Правительство Николая Денкова                  | Николай Денков (родился в 1962)          | 6 июня 2023                                |                                             | 652                            | Коалиция ПП-ДБ и ГЕРБ-СДС |